# Base aérea de Chekúrovka
La Base aérea de Chekúrovka (en ruso: Аэродром Чекуровка; ICAO:; IATA: ), se encuentra junto al asentamiento de Chekúrovka, a 98 km al sudoeste de Tiksi, en la República de Sajá (Yakutia), Rusia.
Aparenta ser un gran campo de bombarderos que no llegó a completarse, probablemente construido alrededor de 1960. Lo que fueron la pista y las calles de rodaje pueden apreciarse todavía en las imágenes del satélite.
Fue pensado como base para el establecimiento de bombarderos estratégicos a lo largo de la costa del océano Ártico. Aparentemente fue abandonada durante su construcción o tal vez fue encargada para usos de emergencia. Es posible que el cambio de orientación hacia los misiles intercontinentales provocara su abandono.

## Pista
La base aérea de Chekúrovka dispone de una pista en dirección 01/19 de 3.500x50 m. (11.483x164 pies).